# Сандаун (Великобритания)
Сандаун (англ. Sandown) — город на юго-восточном побережье острова Уайт. Население — 5 299 человек (1991 год). Сандаун относится к почтовому району Портсмута, которому соответствует код «PO».

## География

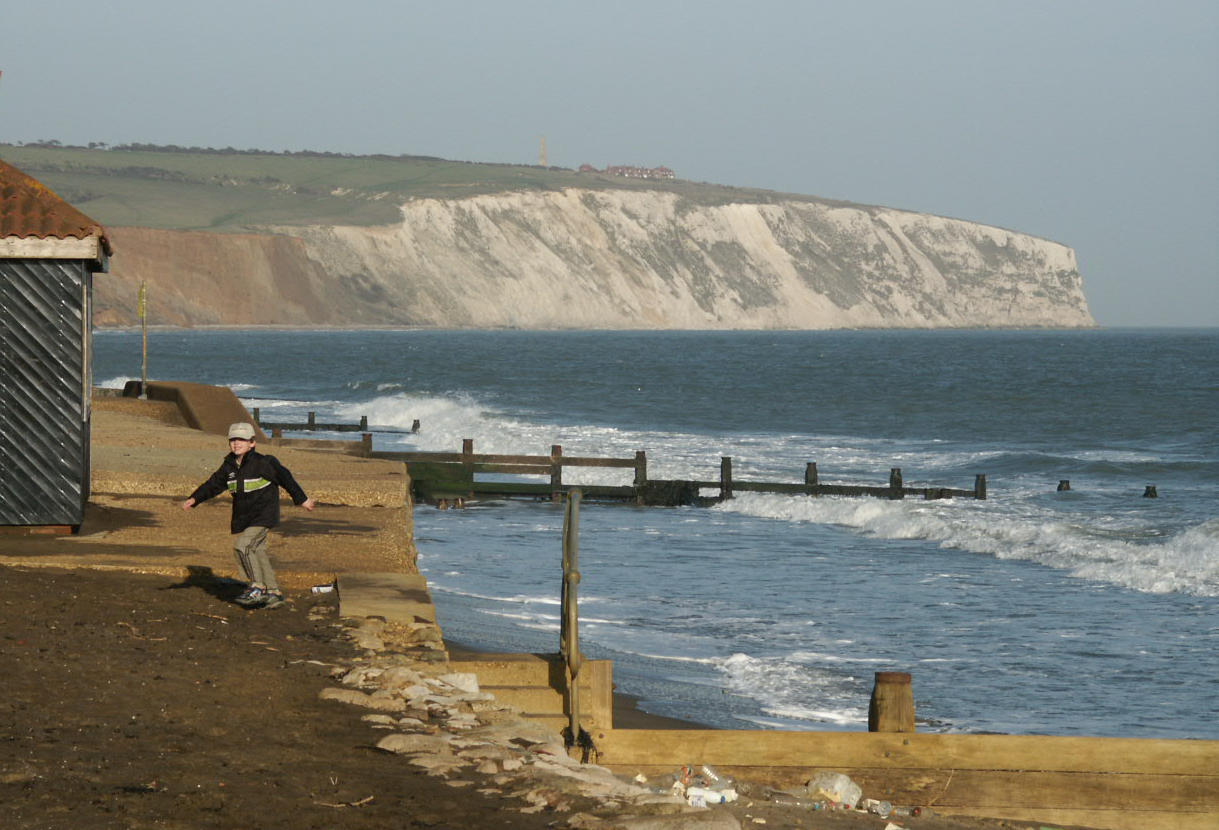
Скала Кулвер-Даун со стороны Сандауна.

Расположен на юго-восточном обрывистом побережье острова Уайт, в 16 километрах от Ньюпорта, к юго-западу от скалы Кулвер-Даун.

## История

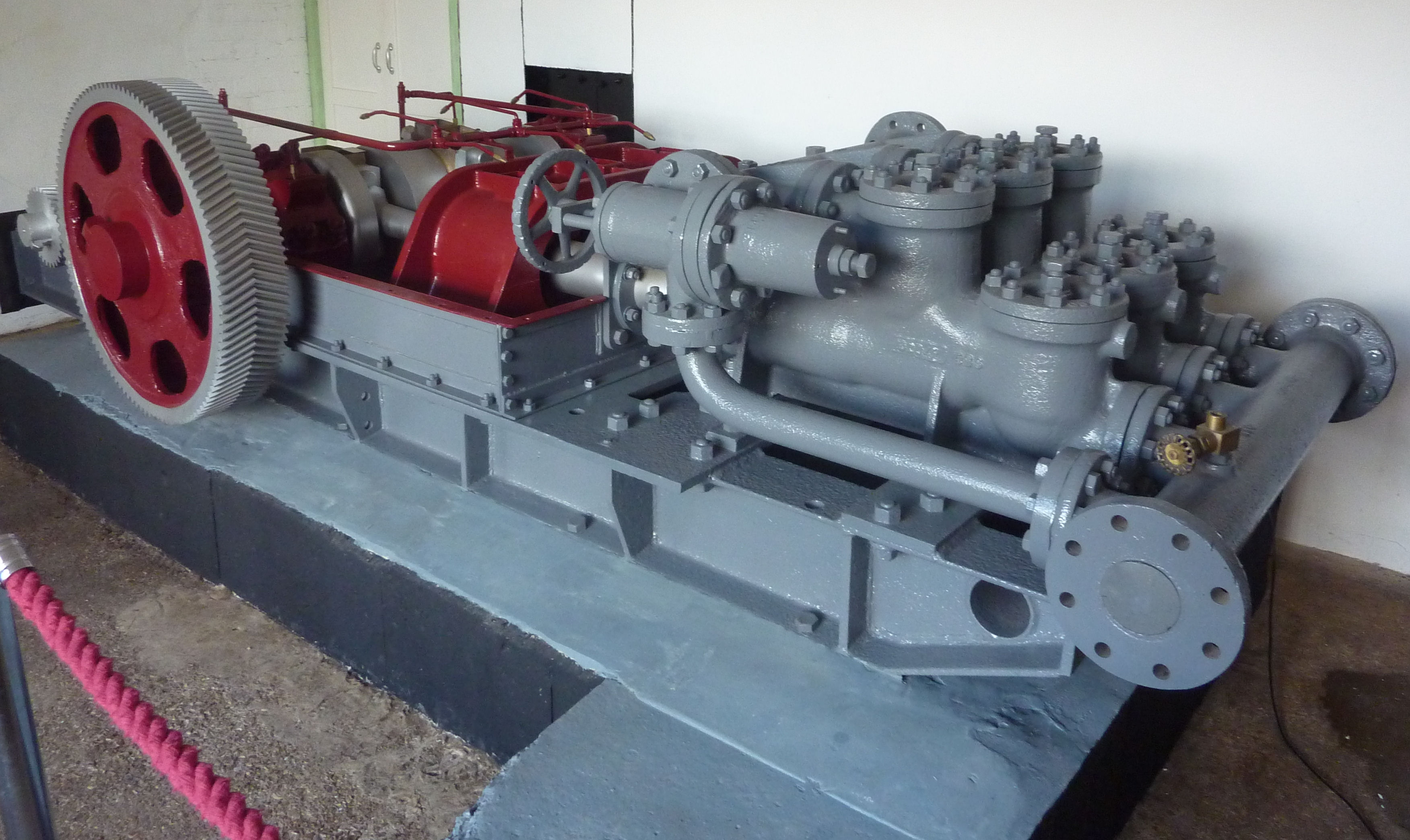
Насос из Сандауна. Использовался в ходе операции «Плуто» для перекачки топлива через Ла-Манш.

Существует мнение, что Чарльз Дарвин, находясь на отдыхе в Сандауне в июле 1858 года, начал работу над своим трудом «Происхождение видов».
Через Сандаун в 1944 году в рамках операции «Плуто» (Pipe-Lines Under The Ocean) англичанами был проложен подводный трубопровод на французский берег Ла-Манша.
В 2011 году прекратила свою деятельность транспортная компания «Wightbus», работавшая с 1970 года.

## Транспорт

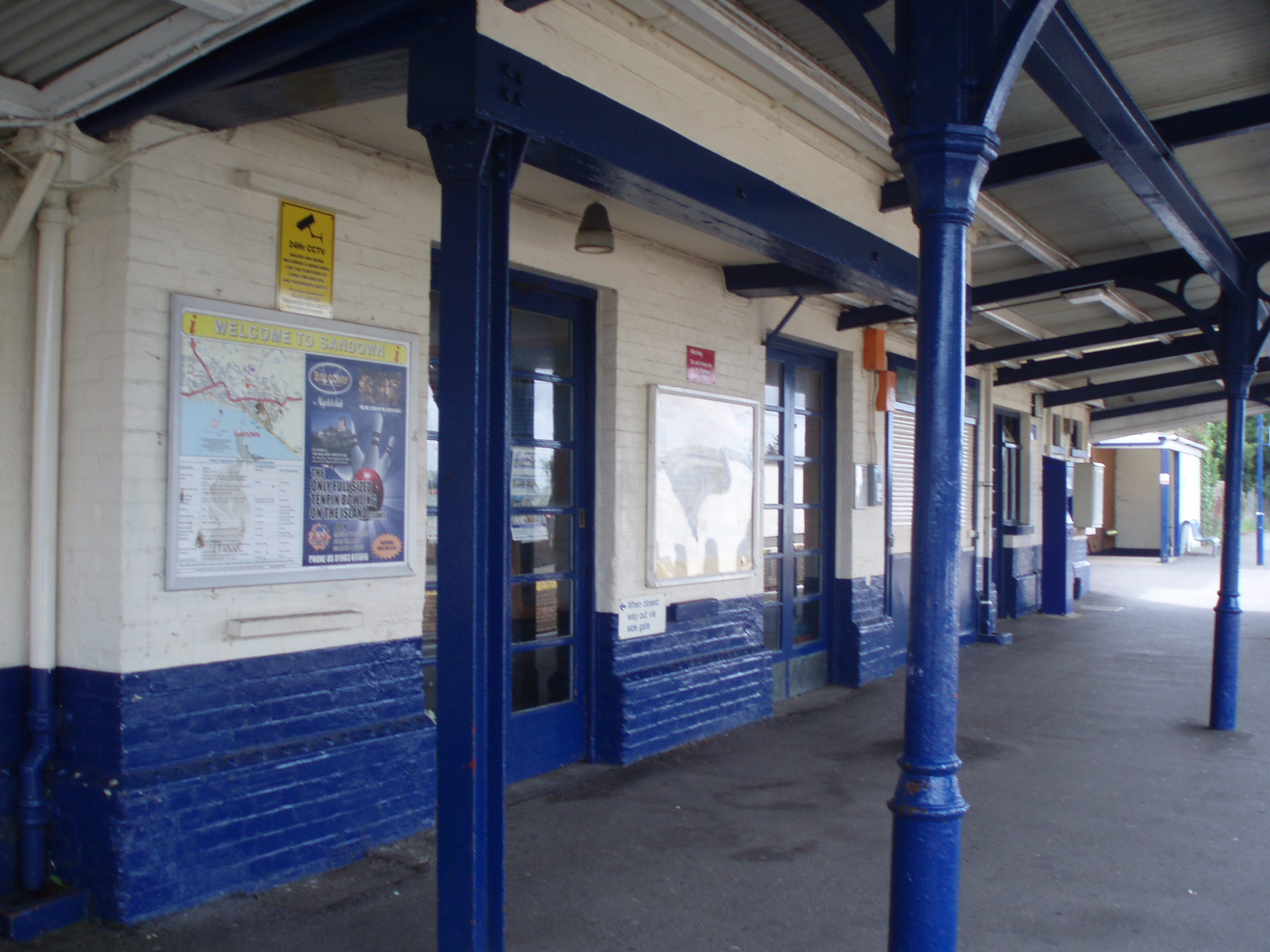
Железнодорожная станция «Сандаун».

Автобусные маршруты № 2, № 3 и № 8 компании «Southern Vectis» связывают Сандаун со столицей острова Ньюпортом, городами Райд, Вентнор и Шанклин, деревней Бембридж.
Железнодорожная станция «Сандаун» находится на Островной линии. Линия ведёт из Шанклина в Райд.

## Политика и власть
При выборах в парламент Райд входит в избирательный округ «Остров Уайт».

## Образование
В Сандауне работает средняя совместная школа «Sandown Bay Academy» на 1790 мест, для детей от 11 до 19 лет.

## Культура

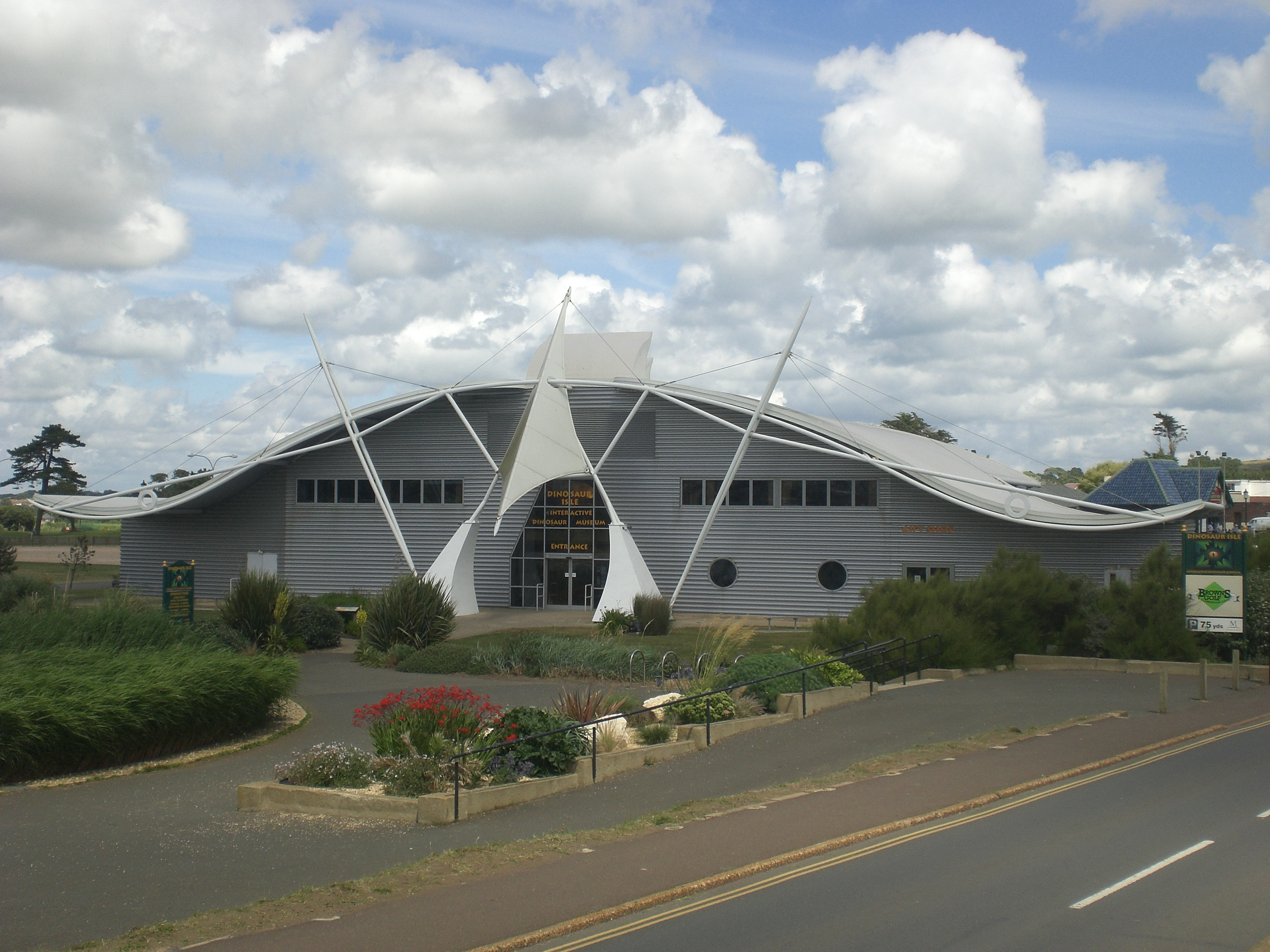
Музей «Dinosaur Isle»

- Через город и вдоль всего побережья острова Уайт проходит пешеходная тропа «Isle of Wight Coastal Path»[7].
- Музей динозавров «Dinosaur Isle» открыт в 2001 году[8].
- Зоопарк «Isle of Wight Zoo» ведет свою историю с 1950-х годов[9].
- Деревенька Кнайтон вблизи Сандауна стала популярным местом туризма благодаря старинной усадьбе и легенде о якобы обитающих здесь привидениях.

## Известные жители
- Энтони Мингелла — кинорежиссёр, сценарист и драматург. Обладатель премии «Оскар» за лучшую режиссуру в фильме «Английский пациент».
- Джон Уилкс — британский журналист, публицист и политик эпохи Просвещения.
- Эрик Чарльз Уилсон — военный деятель, кавалер Креста Виктории.
- Джеймс Хайтер — профессиональный футболист, сыграл более трёхсот матчей за футбольный клуб «Борнмут» и более ста за «Донкастер Роверс».